# Morinda candollei
Morinda candollei är en måreväxtart som först beskrevs av Xavier Montrouzier, och fick sitt nu gällande namn av Georges Eugène Charles Beauvisage. Morinda candollei ingår i släktet Morinda och familjen måreväxter. Inga underarter finns listade i Catalogue of Life.